# 아마두 오나나
아마두 죈드 조르주 바 음봄 오나나(프랑스어: Amadou Zeund Georges Ba Mvom Onana, 2001년 8월 16일 ~ )는 벨기에 그리고 프리미어 리그의 축구 선수이다. 그의 포지션은 수비형 미드필더로, 현재 잉글랜드 프리미어리그의 애스턴 빌라 FC에서 활약하고 있다.

## 클럽 경력

### 함부르거 SV
오나나는 2020년 중반에 2. 분데스리가의 함부르거 SV에 이적했다. 그는 2020년 9월 14일에 3. 리가의 뒤나모 드레스덴 상대로 열린 DFB-포칼 2020-21 1라운드 3차전에 60분에 교체 투입되어 프로 데뷔전을 치렀다. 그는 89분에 헤딩골을 넣었지만, 팀은 원정 경기에서 1-4로 패했다.

### 릴
2021년 8월 5일, 릴은 오나나와 5년 계약을 맺었다고 발표했다.

### 에버턴
2022년 8월 9일, 오나나는 프리미어리그의 에버턴과 5년 계약을 맺었다.

## 국가대표팀 경력
2022년 5월 18일, 오나나는 네덜란드, 폴란드 (2경기), 웨일스를 상대로 하는 2022-23년 UEFA 네이션스리그 4경기에 소집되었다. 오나나는 2022년 6월 3일 네덜란드와의 경기에서 국가대표팀 데뷔전을 치렀다.